# Deep Blue (schackdator)

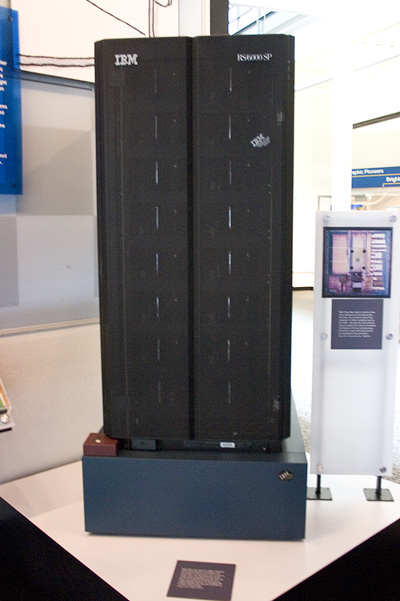
Schackdatorn Deep Blue, fotograferad på Computer History Museum i Mountain View, Kalifornien.

Deep Blue är en schackdator som IBM har utvecklat.

## Utvecklingen
Datorn hade en mycket kraftfull hårdvara. Ett team arbetade med projektet under åren 1990–1997, varefter projektet lades ned.

## Första matchen mot Kasparov
Det är den första dator som vunnit ett schackparti mot en regerande världsmästare, vilket den gjorde mot Garri Kasparov den 10 februari 1996.

## Andra matchen mot Kasparov
Deep Blue uppgraderades och i maj 1997 vann den en match om sex partier mot Kasparov i New York med siffrorna 3½–2½. Kasparov vann det första partiet, och Deep Blue vann partierna 2 och 6. Övriga partier slutade i remi. Enligt Murray Campbell, en IBM-ingenjör, var det avgörande 44:e draget i slutet av första matchen resultatet av en bugg.
Kasparov krävde en returmatch, då han var övertygad om att datorn under matchen använt mänsklig hjälp. Emellertid packades Deep Blue ihop efter matchen, för att aldrig användas mer i schacksammanhang.
Ett BBC-program, som fick tillträde till IBM:s lokaler, visade att den ena delen av datorn stod inkopplad i ett av datorrummen. Enligt en av programmerarna finns den andra Deep Blue-modulen på nationalmuseet Smithsonian Institution i Washington, D.C..